# Unité urbaine de la Lande-de-Fronsac
L'unité urbaine de la Lande-de-Fronsac est une unité urbaine française, centrée sur la commune de La Lande-de-Fronsac, dans le département de la Gironde, en région Nouvelle-Aquitaine.

## Données générales
En 2010, selon l'Insee, l'unité urbaine était composée de cinq communes.
En 2020, à la suite d'un nouveau zonage, elle est composée de six communes, la commune de Vérac ayant été ajoutée au périmètre.
En 2022, avec 6 669 habitants, elle représente la 18e unité urbaine du département de la Gironde.

## Composition de l'unité urbaine en 2020
Elle est composée des six communes suivantes :
| Nom                    | Code Insee | Département | Statut       | Superficie (km2) | Population (dernière pop. légale) | Densité (hab./km2) | Modifier                                    |
| ---------------------- | ---------- | ----------- | ------------ | ---------------- | --------------------------------- | ------------------ | ------------------------------------------- |
| Cadillac-en-Fronsadais | 33082      | Gironde     | ville-centre | 3,81             | 1 341 (2022)                      | 352                | modifier les données · modifier les données |
| La Lande-de-Fronsac    | 33219      | Gironde     | ville-centre | 8,53             | 2 739 (2022)                      | 321                | modifier les données · modifier les données |
| Asques                 | 33016      | Gironde     | banlieue     | 6,28             | 436 (2022)                        | 69                 | modifier les données · modifier les données |
| Saint-Romain-la-Virvée | 33470      | Gironde     | banlieue     | 7,82             | 948 (2022)                        | 121                | modifier les données · modifier les données |
| Tarnès                 | 33524      | Gironde     | banlieue     | 1,45             | 298 (2022)                        | 206                | modifier les données · modifier les données |
| Vérac                  | 33542      | Gironde     | banlieue     | 8,59             | 907 (2022)                        | 106                | modifier les données · modifier les données |

## Évolution démographique
L'évolution démographique ci-dessous concerne l'unité urbaine de la Lande-de-Fronsac délimitée selon le périmètre de 2020.
| 1968  | 1975  | 1982  | 1990  | 1999  | 2008  | 2013  | 2019  | 2022  |
| ----- | ----- | ----- | ----- | ----- | ----- | ----- | ----- | ----- |
| 2 428 | 2 620 | 3 797 | 4 780 | 4 955 | 5 619 | 6 082 | 6 468 | 6 669 |

#### Données générales
- Unité urbaine
- Aire d'attraction d'une ville
- Aire urbaine (France)
- Liste des unités urbaines de France

#### Données démographiques en rapport avec l'unité urbaine de la Lande-de-Fronsac
- Aire d'attraction de Bordeaux
- Arrondissement de Libourne

#### Données démographiques en rapport avec la Gironde
- Démographie de la Gironde